# Província marítima de Castelló
Castelló és una de les trenta províncies marítimes en les quals es divideix el litoral espanyol. Comprèn des del paral·lel de la gola de Cerrada de latitud 39° 43′ N fins a la línia que parteix amb rumb 135º del riu de la Sénia. Limita al nord amb la província marítima de Tarragona i al sud amb la província marítima de València.

Bandera de la província marítima de Castelló

La capitania d'aquesta província marítima està situada a Castelló de la Plana. El seu port més important és el port de Castelló de la Plana.
Consta dels següents districtes marítims:
- Borriana (CP-1), des de la gola de Cerrada fins al riu Millars
- Castelló de la Plana (CP-2), des del riu Millars fins a la Torre de Capicorb.
- Vinaròs (CP-3), des de la torre de Capicorb fins al riu de la Sénia.[1]